# パルテノペア共和国

パルテノペア共和国
Repubblica Partenopea (イタリア語)

パルテノペア共和国の地図（1799年）

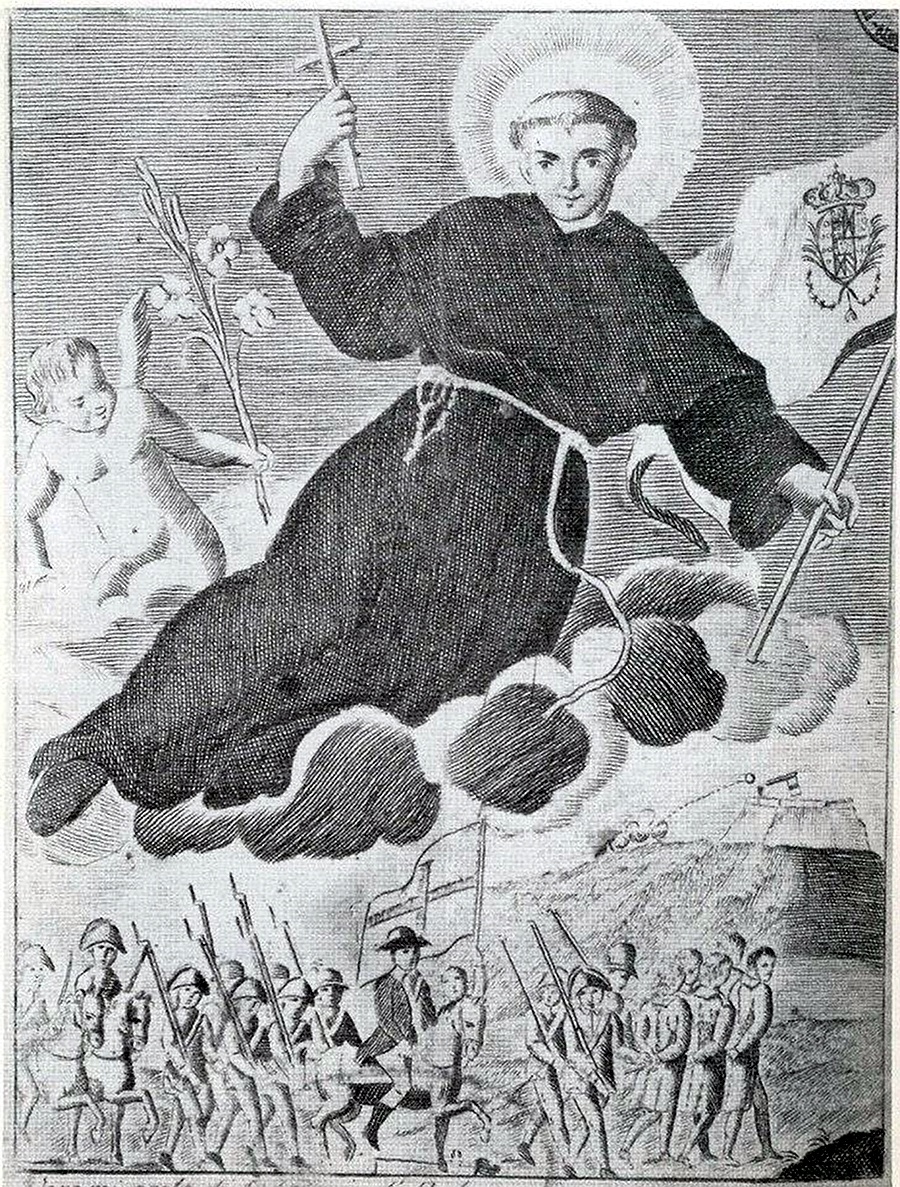
熱心なキリスト教徒からなる反革命軍を率いて、共和国打倒に功績のあったファブリツィオ・ルッフォ枢機卿を描いた当時の戯画。

パルテノペア共和国（パルテノペアきょうわこく、パルテノペーア共和国とも、イタリア語: Repubblica Partenopea）は、1799年にイタリアのナポリを中心とした地域に成立していた共和国である。ナポレオン・ボナパルトが率いるフランス軍によりナポリ王国が打倒されたあと、1799年1月に樹立された。実質はフランスの侵略で衛星国だった。パルテノペア共和国は、封建制廃止令を出したものの、フランス軍撤退後、ルッフォ枢機卿に率いられた農民と都市貧民からなるカトリック王党軍団によって、同年7月、半年を経ずしてその命脈を断たれた。
主権を回復したナポリ政府は、革命派を多数処刑した(1799年に処刑されたナポリの共和主義者のリスト)。
国名はナポリの古名のパルテノペにちなむ。いわゆる姉妹共和国のひとつ。